# Chūhei Nambu
Chūhei Nambu (jap. 南部 忠平 Nanbu Chūhei; ur. 24 maja 1904 w Sapporo, zm. 23 lipca 1997 w Suicie) – japoński lekkoatleta, trójskoczek i skoczek w dal, mistrz i brązowy medalista olimpijski z Los Angeles z 1932.
Nambu na igrzyskach olimpijskich w 1928 w Amsterdamie zajął 4. miejsce w trójskoku, 9. miejsce w skoku w dal, a w sztafecie 4 × 100 metrów odpadł w eliminacjach.
Po ustanowieniu dwóch rekordów Japonii w skoku w dal w 1929 i 1930, 27 października 1931 w Tokio skoczył 7,98 m, co było nowym rekordem świata. Na igrzyskach olimpijskich w 1932 w Los Angeles nie wygrał jednak tej konkurencji, lecz zdobył w niej brązowy medal wynikiem 7,45. Za to w trójskoku został mistrzem olimpijskim, a jego wynik – 15,72 m – był nowym rekordem świata. W ten sposób Nambu stał się jedynym jak dotąd równoczesnym rekordzistą świata w skoku w dal i trójskoku. Na tych samych igrzyskach startował również w sztafecie 4 × 100 metrów, która w finale zajęła 5. miejsce.
Oba rekordy świata Nambu utracił w 1935. Poprawili je Jesse Owens (skok w dal) i Jack Metcalfe (trójskok).
Po zakończeniu kariery lekkoatletycznej pracował jako dziennikarz sportowy dla gazety Mainichi Shimbun. Był także działaczem sportowym. M. in. prowadził lekkoatletyczną reprezentację Japonii na igrzyskach olimpijskich w 1964 w Tokio. W 1992 otrzymał Order Olimpijski przyznany przez MKOl.
Zmarł w wieku 93 lat na zapalenie płuc.